# Ruta 912 (Costa Rica)
La Ruta 912, oficialmente Ruta Nacional Terciaria 912, es una ruta nacional de Costa Rica ubicada en la provincia de Guanacaste.

## Descripción
En la provincia de Guanacaste, la ruta atraviesa el cantón de Carrillo (los distritos de Palmira, Sardinal).